# 治安维持法
《治安维持法》（日语：／ Chian Iji Hō ?），是日本一部已被废止的法律，其目的在于取缔禁止一种否定日本旧有国体（天皇制）或私有财产制的运动。这部法律在日本的共产主义革命运动高涨时期产生了很强的抑制作用。

## 背景

### 制定之前的过程
从1920年起，日本政府开始着手制订新的治安法规，以取代既有的《治安警察法》。学说界认为这一举动主要是为了限制1917年俄国十月革命后开始蔓延滋长的共产主义思潮。此外，1921年4月，日本政治家近藤荣藏利用从第三国际处获取的6500圆运动经费，大肆挥霍，最终被当局逮捕。由于在当时，接受海外资金并不违法，最终近藤得以释放，但政府对于海外组织的资金援助产生了警惕，希望能有所限制。另外，米骚动等一系列与共产主义、社会主义者并无关联的社会性事件接连爆发。对此政府也认为有必要改变此前仅仅针对特定危险性人物的限制措施。
1921年8月，司法省完成了《关于治安维持的问题》法案，希望以紧急勅令的形式成为立法。但是，内务省以其内容并不具备紧急性为由提出反对。1922年2月，政府以《过激社会运动取缔法案》的名称提请帝国议会审议。其内容主要是禁止“无政府主义、共产主义及其他有乱宪政”的结社行为或宣传诱导行为。该法案同时规定，参加结社的集会将以犯罪论处，最高刑期可达10年。这些内容明显反映了平沼骐一郎等司法界官僚的意图。但是在议会审议过程中，政府方代表（司法省政府委员宫城长五郎）所作的答辩指出，没有具体犯罪行为就不得处罚的刑法原则带有缺陷，这一论调招致了议会议员的反驳，认为该法案否定了结社自由的基本人权。此外，司法省也未能对无政府主义或共产主义者作出明确的定义。更重要的是，法案中对于“宣传”的定义过于宽泛，议员们担心该法会被滥用。结果，在贵族院的表决中，通过了修正案，将法案适用对象限定于“与外国人或本法施行区域外进行联络”的人，且最高刑改为3年。而在众议院审议中，该法案未能获得通过。
此外，该法案的另一个前身是1923年关东大地震后为了防止社会混乱而公布的紧急勅令（大正12年勅令第403号）。此后在正式的《治安维持法》公布时，该勅令被废止，因此可以被视为两部法令具有连续性。

### 立法过程
1925年1月，日本与苏联建交（《日苏基本条约》）。为了防止日本国内的共产主义革命运动的激化，《治安维持法》于1925年4月22日公布，同年5月12日起施行。《治安维持法》与《普通选举法》几乎在同时被制订，因此有一种说法认为这是“胡萝卜与大棒”的关系，也可以认为随着普通选举的实施，有必要控制政治运动的过快发展，因此制定了《治安维持法》。而事实上，《治安维持法》在公布一个月后就得以施行，而普通选举则被延迟至1928年才实行。从实质上看，《治安维持法》是过激社会运动取缔法案的修正案；但在修正案被否决后，《治安维持法》得以通过。日本学者奥平康弘认为，当时议会对于治安立法本身并不反对，其主流只是批判法案的具体内容，因此当修正案推出后，反对的力量就无法继续坚持。
1928年（昭和3年），根据紧急敕令（昭和3年6月29日勅令第129号），以及太平洋战争全面爆发前的1941年3月10日的修正案（昭和16年3月10日法律第54号），《治安维持法》从原先的7条被全面修改为具有65条的法律。
1925年旧法规定的核心内容是“组织以变更国体或否定私有财产制度为目的的团体，或者明知其性质而加入者，处十年以下有期徒刑或禁锢”。而最初的过激社会运动取缔法案中规定的对“宣传”行为的罚则被删除。
1928年法条修改的主要特点为：
- 严惩“变更国体”行为

将1925年法的构成要件分离为“变更国体”和“否定私有财产制度”两个，对于前者的组织或结社行为，将最高刑提高至死刑。
- 禁止“以结社为目的的行为”

新规定了“以结社为目的而采取行动者，处两年以上有期徒刑或禁锢”，将目的犯与实际加入组织者所受的刑罚等同起来。
- 修正的程序

修正案在议会尚未审议通过，但政府以紧急勅令的形式强行做出了修正。
1941年修正法在同年5月15日施行，其修改点主要在：
- 刑罚程度全面加重

取消禁錮刑，全部改为有期徒刑。此外，刑期下限也全面上调。
- 扩大取缔对象的范围

新设了禁止“为支援变更国体的结社行为的结社”和“以准备成立组织为目的的结社”（又称“准备结社”）等规定。由于“预备犯罪行为”由官方判断并检举，因此新法导致普通公民能够被随意地认定为罪犯。此外，对于“宣传行为”的处罚也得以恢复。
- 刑事诉讼程序方面

设立了比原有的刑事诉讼法更为便利的特别程序规定，例如本应由法官行使的拘传权限改由检事行使、三审制改为二审制、辩护律师由司法大臣指定并禁止私人委托律师等。
- 预防拘禁制度

对于本应刑满释放的罪犯，可以根据“明显具有再犯同类罪行之虞”的理由，在新设的预防拘禁所内加以限制人身自由（期間为2年，但可以更新延长）。

### 废止
1945年日本战败后，《治安维持法》未能得到及时废止；相反，为了应对可能到来的“共产主义革命”的危机，该法得到了更为坚决的执行。同年9月26日，以违反《治安维持法》获罪的哲学家三木清死于狱中。10月3日，东久迩内阁内务大臣山崎严在接受英国记者采访时，表示“取缔危险思想的秘密警察现在仍在继续运作，对于进行反皇室宣传的共产主义者，将严惩不贷地加以逮捕”。此后，司法大臣岩田宙造也否定了释放政治犯的动议。面对上述动向，同年10月4日，联合国军最高司令官总司令部（GHQ）发出题为《关于废除针对政治性、公民性及宗教自由的限制措施的司令部备忘录》的指令，要求废止《治安维持法》并罢免山崎严；东久迩内阁因拒绝上述两项建议而选择内阁总辞。10月15日，币原内阁发布昭和20年勅令第575号，废止《治安维持法》；同时，特別高等警察也被命令立即解散。

## 历史性意义
最初日本政府制订《治安维持法》的目的，主要是希望借此压制国际社会日益高涨的共产主义运动的发展。
事实上在当时的日本，法律上对于结社自由本来就有限制，而日本共产党也并非合法成立的组织。但政府仍担心，在制订《普通选举法》后，日本共产党通过合法选举而进入议会。
该法公布后，由于政府强化其施行力度，许多活动家和民主进步人士遭到了镇压，例如作家小林多喜二在接受调查中不堪刑讯逼供而惨死築地警察署中。值得一提的是，日本首次适用该法进行审判的第一号案件是镇压朝鲜共产党案件（在日本本土，首例案件是京都学联事件）。
到了1930年代初期，由于左翼运动进入低谷，该法暂时失去了使用目标。但之后在1935年被用于镇压大本教（大本镇压事件）等新興宗教（政府方称为“类似宗教”，即似是而非的宗教）、极右翼组织甚至民主主义者或自由主义者等运动，因此即使是不涉及“变更国体”的反政府言论，也都成为了该法的适用对象。然而，也有学者认为，除了大本教事件之外，并没有其他针对右翼活动的适用案例。
学者认为，随着1928年修改后被追加的“以结社为目的的行为”条文的施行，掌握政权者或公安警察可以随意以莫须有的罪名逮捕任何不利于己方的行为或组织。只要是政府不希望看到的对象，即便仅仅是呼吸一口空气，都可以被认定为在从事“以结社为目的的行为”。这种恣意的镇压从某种意义上也保障了公安警察的地位和存在价值。 
此外，为《治安维持法》案件的被告提供辩护的律师也受到了不公正的歧视和限制。在三一五事件中担任首席律师的布施辰治不久就被大阪地方裁判所认定为“其辩护活动有辱律师体面”，被剥夺了律师执业资格（当时剥夺律师资格的权限不在律师协会，而在大审院下属的惩戒裁判所）。1933年9月13日，布施律师及上村进等三・一五事件和四·一六事件的律师均被捕，另外也有其他案件的律师先后被捕（日本劳农律师团事件）。一系列镇压活动的结果是，只有在思想上与被告毫无关联的律师才能被当局认可，而随着1941年的法案修正，只有司法大臣指定的公选律师才能提供辩护。
从严格意义上讲，在日本本土并没有一例因违反《治安维持法》而被判处死刑的案例。尽管在佐尔格案件中，被告佐尔格因同时违反国防保安法和治安维持法而被判处死刑，但这是因为其根据法定刑相对更重的国防保安法而获刑。避免死刑的效果其实是当局企图以此转变异议活动人士的思想，从而削弱运动整体的反抗力。
根据治安维持法牺牲者国家赔偿要求同盟，根据该法被逮捕，由于特别高等警察的拷问·虐待194人死亡（小林多喜二也因拷问而死亡），与该死因不同，因病死而狱死的人有1503人。另外，不破哲三在第77届国会预算委员会上发言，根据该法被逮捕的人有数十万人，包括仅被送交检察局的人在内有7万5681人（荻野富士夫的调查为6万8274人。其中，被起诉的人有6550人）
并且，1935年以后，治安维持法也被用于取缔新宗教。在威胁以天皇为顶点的国家神道的存在是相当于国体变革的解释下，大本教、PL教团、创价教育学会（现创价学会）、天理本道（现天理教）、霍利内斯基督教团等受到镇压的团体很多。创价学会使创立者、也是精神支柱之一的牧口常三郎狱死，基督教团将霍利内斯系教团及Seventh-day Adventist Church并设10名狱死者及符合此条件的人。
因违反《治安维持法》而被判处死刑的，在日本本土只有理查·佐尔格及为其提供谍报的尾崎秀实。在佐尔格案件中，虽然有许多人被牵连入狱，但最终被处死刑的也只有佐尔格与尾崎两人。战后调查佐尔格案件的GHQ高级官员Charles Andrew Willoughby对比此前了解到的日本，认为这一案件中日本政府从轻发落罪犯达到了令人惊奇的程度。另一方面，在殖民地的执法就较为严酷，在朝鲜就有45人被执行死刑。除死刑的人数外，其他刑种在殖民地也体现了从重处理的倾向。
另外，根据日本共产党刊行的《文化评论》1976年临时増刊号的记述，该法施行期间，共有194人在侦察阶段被严刑拷打致死，另有1503人病死于狱中。而在日本本土被起诉的人数达7万人左右（『文化評論』1976年臨時増刊号），而当时为了镇压朝鲜半岛的民族独立运动，共有2万3千多人被逮捕起诉。

## 废止之后
由于《治安维持法》已被废止，其直接执行机关之一的特別高等警察为首的警察部门也有多人被开除公职，但司法省内受到影响的人士只有25名。池田克及正木亮等作为思想检察官而著称的人物也在战后不久回到了司法界。池田甚至还成为了后来的最高裁判所法官。
1952年日本公布的《破坏活动防止法》被反对派认为其酷似《治安维持法》，而遭到了批评。此后，在数次立法争论中，“《治安维持法》的死灰复燃”也经常成为反对派的标语式口号（通信傍受法（窃听法）、共谋罪法案等）。
在第二次世界大战结束后，学术界的主流意见都对《治安维持法》持否定的态度。但也有部分保守派肯定了《治安维持法》的价值，甚至认为当今也有必要恢复该法的施行。
1976年1月27日，民社党的春日一幸在日本众议院本会议中提出宫本显治的私刑杀人嫌疑时，作为罪状之一，提到了违反《治安维持法》。因此，春日本人的这一主张被认为是对治安维持法的肯定，从而引起了舆论的批判。
藤冈信胜在《诸君！》1996年4月号的《自由主義史観とはなにか》一文中，主张“《治安维持法》等治安立法是针对苏联的破坏活动的自卫手段”，给予该法很高的评价。这一论调受到了日本共产党等左翼团体的强烈反应。中西辉政也在《諸君!》、《正论》等杂志上，发表了类似的主张（《诸君！》2007年9月号「国家情報論 21」。《正論》2006年9月号等）。
上述对《治安维持法》的肯定性观点都是基于反共主义的立场，认为要消灭“绝对邪恶的共产主义”，该法是必不可少的工具。

## 其他
1948年韩国为了镇压国内左派活动，参考《治安维持法》制订《国家保安法》。

## 脚注
1. ↑  根据天皇勅令，该法在当时的日本殖民地朝鮮、台湾、桦太等地也施行，起到了镇压各地独立运动的作用。
2. ↑  参见堀尾輝久「大衆国家と教育（１）天皇制下における〈大衆〉化問題の特殊性を中心として」「教育社会学研究」1957年10月。
3. ↑  奥平康弘《治安维持法小史》 岩波書店〈岩波現代文庫〉、2006年6月。ISBN 9784006001612 pp.55-56
4. ↑  前掲、奥平　pp.229-230
5. ↑  前掲、奥平　pp.115-120
6. ↑  『抵抗の群像』 2008，第2頁
7. ↑  神戸市立中央図書館. . 2015-11-15  [2021-05-22]. （原始内容存档于2023-07-16）.
8. ↑  . 第77回国会 3. 1976-01-30. 実際に若干の数字を挙げてみますと、この治安維持法によってどれだけの人が共産主義者の名をもって逮捕されたか。これは完全な統計はありませんが、司法省の調査によって見ると、検事局に送検されただけでも七万五千六百八十一名であります。送検されない段階の逮捕を合わせれば、これが数十万に上ることは容易に察知されることであります。しかも、この治安維持法で逮捕された被告に対してはあらゆる人権が認められませんでした。そのために多くの人々が共産党員として命を落としました。治安維持法犠牲者国家賠償要求同盟という組織が調査したところによりますと、逮捕されて、現場で、留置場で拷問などによって虐殺された者が六十五名、そういう拷問、虐待が原因で獄死した者が百十四名、病気その他の理由で獄死した者が千五百三名、全部で千六百八十二名が、われわれがわかっているだけでも治安維持法によって逮捕され、虐殺され、獄死しているわけであります。
9. ↑  . しんぶん赤旗. 2017-02-27  [2021-05-23]. （原始内容存档于2025-07-25） （日语）.
10. ↑  『赤色スパイ団の全貌 : ゾルゲ事件』福田太郎訳、東西南北社刊、1953年
11. ↑  水野直樹 「日本の朝鮮支配と治安维持法」
12. ↑  しんぶん赤旗 2006年9月20日号 「治安维持法で多くの朝鮮の人が死刑　本当ですか？ （页面存档备份，存于）」
13. ↑  閔炳老.  (PDF). 比較法学. 1999-07-01, 33 (1): 111  [2021-10-19]. 原始内容存档于2015-10-05.

## 延伸閲讀
- Minichiello, Sharon. Retreat from Reform: Patterns of Political Behavior in Interwar Japan (University of Hawaii Press, 1984).
- Mitchell, Richard H. "Japan's Peace Preservation Law of 1925: Its origins and significance." Monumenta Nipponica (1973): 317-345. online （页面存档备份，存于）
- Mitchell, Richard H. Thought Control in Prewar Japan, Cornell University Press, 1976

## 参閲
- 治安警察法
- 破坏活动防止法
- 大政翼赞会
- 特別高等警察
- 恐怖主义
- 反共主义
- 白色恐怖
- 横滨事件
- 京都学联事件
- 预防拘禁
- 思想犯保护观察法
- 人民战线事件
- 第二次大本事件
- 三宅正太郎
- 尼港事件
- 蟹工船
- 新興俳句弾圧事件